# Camarões na Copa do Mundo FIFA de 1994
| Camarões 22º lugar (eliminado na primeira fase) | Camarões 22º lugar (eliminado na primeira fase) |
| ----------------------------------------------- | ----------------------------------------------- |
| \| Oficial \| Alternativo \|                    |                                                 |
| Associação                                      | FECAFOOT                                        |
| Confederação                                    | CAF                                             |
| Participação                                    | 3ª                                              |
| Melhor resultado                                | 7º lugar (1990)                                 |
| Treinador                                       | Henri Michel                                    |
| Oficial                                         | Alternativo                                     |

A Seleção Camaronesa de Futebol participou pela terceira vez da Copa do Mundo FIFA depois de se classificar em primeiro lugar no Grupo C da fase final das eliminatórias africanas, em um grupo que tinha ainda Guiné e Zimbábue, que terminaram empatados com 4 pontos (na época, as vitórias valiam 2). Para conseguir a vaga, os Leões Indomáveis precisavam vencer o Zimbábue em Iaundé, derrotando os Guerreiros por 3 a 1, gols de François Omam-Biyik (2 vezes) e Emmanuel Maboang para Camarões, e Adam Ndlovu para os zimbabuanos.
A seleção venceu 8 partidas nas eliminatórias, empatou 2 e perdeu 3 jogos, marcando 14 gols e sofrendo 4. Alphonse Tchami foi o artilheiro camaronês com 4 gols.

## Jogadores convocados
Após as passagens de Philippe Redon, Jean Manga-Onguéné e Léonard Nseké no comando de Camarões, Henri Michel (ex-jogador da Seleção Francesa na Copa de 1978 e treinador dos Bleus em 1986) fez 10 mudanças em relação ao elenco que disputou a Copa de 1990: manteve os goleiros Joseph-Antoine Bell, Thomas N'Kono e Jacques Songo'o, os defensores André Kana-Biyik, Stephen Tataw (capitão) e Victor Ndip, os meias Émile Mbouh, Louis-Paul Mfédé, Thomas Libiih e Maboang, além dos atacantes Roger Milla e Omam-Biyik. Dos 22 jogadores convocados, os zagueiros Raymond Kalla e Rigobert Song eram os mais jovens do elenco - Kalla tinha 19 anos e Song, aos 17, era o segundo atleta com menos de 18 anos a participar da Copa (o outro era o brasileiro Ronaldo, que não jogou). Ndip e Mfédé inicialmente não figuravam na lista de convocados, mas Michel mudou sua decisão e levou os 2 jogadores para a competição. Além de Pagal, outros nomes conhecidos que foram descartados para o torneio foram Bassey William Andem, Alioum Boukar, Jules Onana, Alphonse Yombi, Cyril Makanaky, Ernest Ebongue e Richard Njok.
Houve polêmicas durante a convocação: o volante Jean-Claude Pagal agrediu Michel no Aeroporto de Paris-Charles de Gaulle, inconformado por não ter sido lembrado para a Copa. Ele pedira uma explicação ao treinador sobre não ter sido levado aos Estados Unidos, e após Michel não ter dado nenhuma resposta, deu um soco no rosto do francês, que também não tinha muita popularidade com a torcida Milla também foi criticado, e os torcedores achavam que uma suposta amizade entre ele e o treinador seria um dos motivos para a convocação. 
| Número | Jogador             | Posição       | Clube              |
| ------ | ------------------- | ------------- | ------------------ |
| 1      | Joseph-Antoine Bell | Goleiro       | Saint-Étienne      |
| 21     | Thomas N'Kono       | Goleiro       | L'Hospitalet       |
| 22     | Jacques Songo'o     | Goleiro       | Metz               |
|        |                     |               |                    |
| 2      | André Kana-Biyik    | Defensor      | Le Havre           |
| 3      | Rigobert Song       | Defensor      | Tonnerre Yaoundé   |
| 4      | Samuel Ekeme        | Defensor      | Canon Yaoundé      |
| 5      | Victor Ndip         | Defensor      | Olympic Mvolyé     |
| 13     | Raymond Kalla       | Defensor      | Canon Yaoundé      |
| 14     | Stephen Tataw       | Defensor      | Olympic Mvolyé     |
| 15     | Hans Agbo           | Defensor      | Olympic Mvolyé     |
|        |                     |               |                    |
| 6      | Thomas Libiih       | Meio-campista | Ohod Medina        |
| 7      | Émile Mbouh         | Meio-campista | Nadi Qatar         |
| 11     | Emmanuel Maboang    | Meio-campista | Rio Ave            |
| 12     | Paul Loga           | Meio-campista | Prévoyance Yaoundé |
| 17     | Marc-Vivien Foé     | Meio-campista | Canon Yaoundé      |
| 18     | Jean-Pierre Fiala   | Meio-campista | Canon Yaoundé      |
|        |                     |               |                    |
| 7      | François Omam-Biyik | Atacante      | Lens               |
| 9      | Roger Milla         | Atacante      | Tonnerre Yaoundé   |
| 10     | Louis-Paul Mfédé    | Atacante      | Canon Yaoundé      |
| 16     | Alphonse Tchami     | Atacante      | Odense BK          |
| 19     | David Embé          | Atacante      | Belenenses         |
| 20     | Georges Mouyémé     | Atacante      | Troyes             |

## Desempenho

### Estreia contra a Suécia
Sorteada no grupo B, com Brasil, Rússia e Suécia, a Seleção Camaronesa iniciou a campanha empatando por 2 a 2 com os suecos; após uma saída errada de Bell, Roger Ljung abriu o placar para os nórdicos, porém Camarões empatou aos 31 minutos após um erro de Patrik Andersson, que chutou a bola em Marc-Vivien Foé, e ela sobrou para David Embé. O gol foi inicialmente anulado, mas o árbitro peruano Alberto Tejada Noriega voltou atrás na decisão.
A virada camaronesa veio aos 2 minutos do segundo tempo com Omam-Biyik, que driblou Patrik Andersson antes de tirar de Thomas Ravelli. A Suécia empatou o jogo aos 30 minutos, quando Henrik Larsson mandou uma bola no travessão e Martin Dahlin aproveitou o rebote. Bell assumiu as falhas nos gols da Suécia

### Derrota para a Seleção Brasileira
Antes do jogo contra o Brasil, Camarões ameaçou não disputá-lo em protesto contra o não-recebimento dos salários e prêmios referentes aos 60 dias anteriores, mas o técnico Henri Michel garantiu que os Leões Indomáveis entrariam em campo.
Os jogadores também se rebelaram contra Michel, pedindo para que ele escalasse N'Kono. O francês chegou a anunciar a escalação do goleiro após pedidos de dirigentes (o presidente de Camarões, Paul Biya, também chegou a interferir no caso) mas o elenco ficou de fora da preleção e se reuniu sem o treinador, mantendo Bell como titular.
Com dificuldades para vencer a defesa de Camarões, o Brasil também não tinha criatividade no meio-campo, enquanto os Leões também não tinham bom desempenho contra a zaga brasileira. A primeira jogada de perigo resultou no gol de Romário, aos 38 minutos: depois de um passe de Dunga, o "Baixinho" deu um toque para desviar de Bell.
Aos 18 minutos da segunda etapa, Song deu um carrinho por trás em Bebeto e foi expulso, abrindo caminho para que o Brasil ampliasse o placar com Márcio Santos, de cabeça. Para tentar mudar o jogo, Henri Michel sacou Embé e Mfédé e colocou Milla (que quebraria o recorde de jogador mais velho a jogar uma partida de Copa do Mundo) e Maboang, mas a Seleção Canarinho fez o terceiro gol com Bebeto, que após um rebote de Bell, chutou sem ângulo. O resultado não eliminou Camarões automaticamente, devido à vitória da Suécia por 3 a 1 sobre a Rússia.

## Despedida da Copa e recordes
Com apenas um ponto, Camarões ainda tinha chances de classificação como um dos melhores terceiros colocados (ou também ficar na segunda posição do grupo): apenas a vitória sobre a Rússia e uma derrota da Itália para o México eram os resultados que os Leões precisavam para conseguir a vaga nas oitavas-de-final.
Dois dias após o jogo contra o Brasil, Bell anunciou que aquele foi seu último jogo não apenas na seleção, mas também em sua carreira profissional. Em Douala, um grupo de torcedores mais exaltados responsabilizou o goleiro pela má campanha dos Leões Indomáveis, chegando inclusive a incendiar sua casa.
Frustrado com as atuações de seu ex-titular, Henri Michel pensou em colocar N'Kono como substituto, mas optou em dar uma chance a Songo'o, que também fora reserva dos veteranos goleiros em 1990. Camarões entrou com uma formação defensiva, com apenas Embé e Omam-Biyik no ataque, enquanto a Rússia veio com 6 mudanças em relação ao jogo anterior.
Aos 16 minutos, Oleg Salenko fez seu primeiro gol no jogo depois que Igor Ledyakhov finalizou em cima de Kalla e a bola voltou para o atacante finalizar. O segundo gol viria em um lance polêmico: uma falta foi cobrada rapidamente enquanto Camarões formava a barreira, e Salenko tocou para as redes. Os camaroneses reclamavam de um impedimento, que não existiu. No último minuto do primeiro tempo, Salenko fez seu hat-trick, marcando de pênalti.
No segundo tempo, Milla entrou para a história das Copas ao diminuir o placar, tornando-se o jogador mais velho a fazer um gol na competição, aos 42 anos e 39 dias, fazendo com que o time ameaçasse uma reação. As chances camaronesas de mudar o resultado se encerraram quando Salenko balançou as redes mais 2 vezes, batendo o recorde de mais gols em um único jogo de Copa, e Dmitriy Radchenko faria o último gol - o placar, no entanto, foi insuficiente para a Rússia, que assim como Camarões, deixou a Copa ainda na fase de grupos.

## Pós-campanha
Após a campanha na Copa de 1994, além de Bell, despediram-se da seleção Kana-Biyik, Tataw, Ndip e Mfédé, enquanto Milla e Mbouh disputariam seus últimos jogos em dezembro do mesmo ano. N'Kono, um dos remanescentes da primeira Copa disputada pelos Leões Indomáveis (juntamente com Bell e Milla), havia feito sua última partida como titular em maio, contra a Coreia do Sul.
Omam-Biyik e Tchami disputariam ainda a Copa de 1998 com Songo'o, Kalla e Song, que também fizeram parte da seleção eliminada na primeira fase em 2002 juntamente com Foé (ausente em 1998 devido a uma lesão), falecido em 2003. Song ainda jogaria a Copa de 2010, sendo o último atleta de 1994 em atividade a disputá-la.